# Букса (тигровий заповідник)
Тигровий заповідник «Букса» або Букса (бенг. বক্সা জাতীয় উদ্যান, англ. Buxa Tiger Reserve) — заповідник тигрів і національний парк в окрузі Аліпурдуар, на півночі Західної Бенгалії, Індія, займає площу 760 км². Рельєф по висоті коливається від 60 м на рівнинах Гангу до 1750 м над рівнем моря в районі, що межує з Гімалаями на півночі. У заповіднику мешкає щонайменше 284 види птахів. Зустрічаються ссавці: азійський слон, бики гаури, замбарський олень, хмарний леопард, індійський леопард і азійська золота кішка.

## Історія

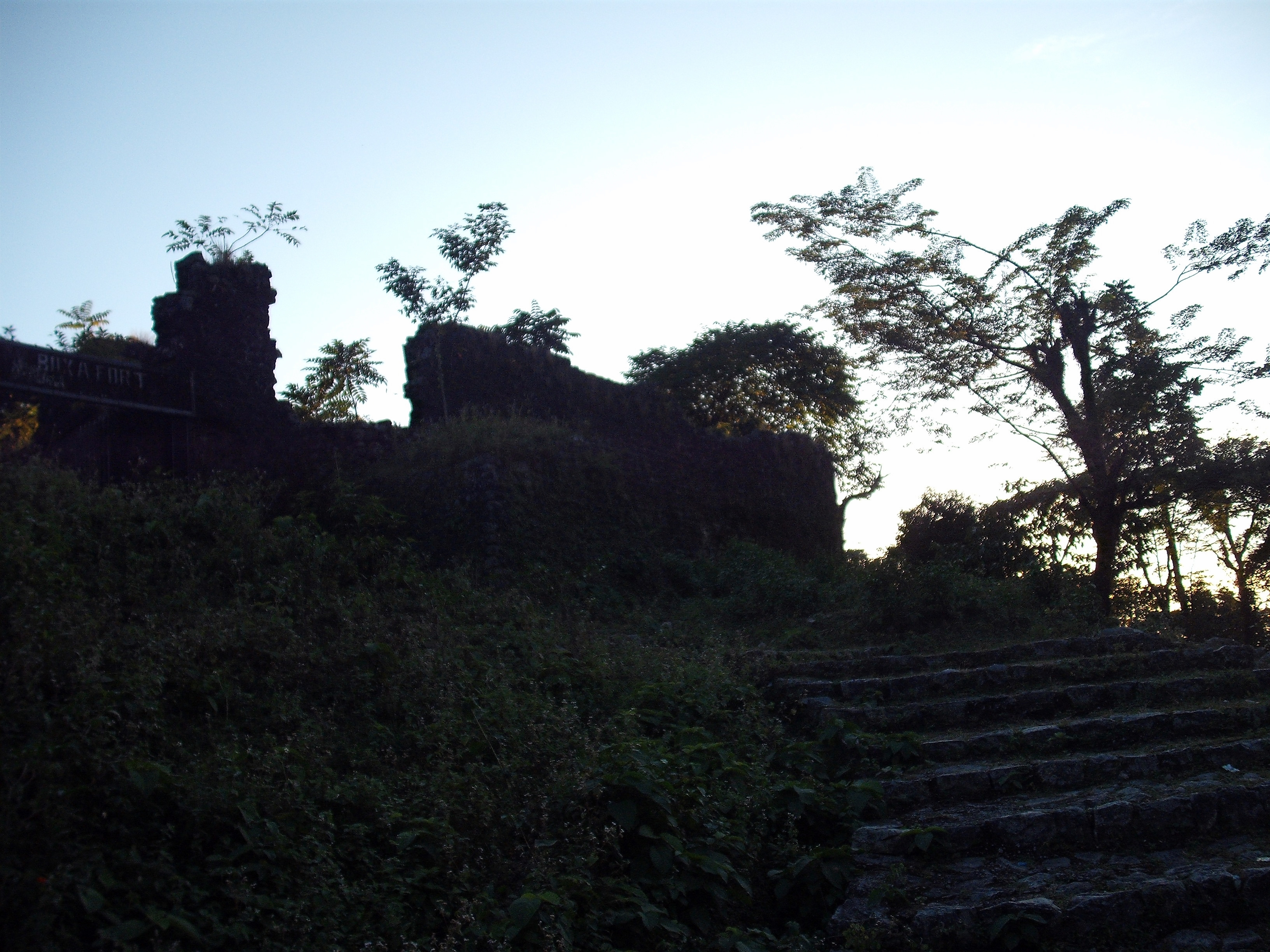
Форт Букса

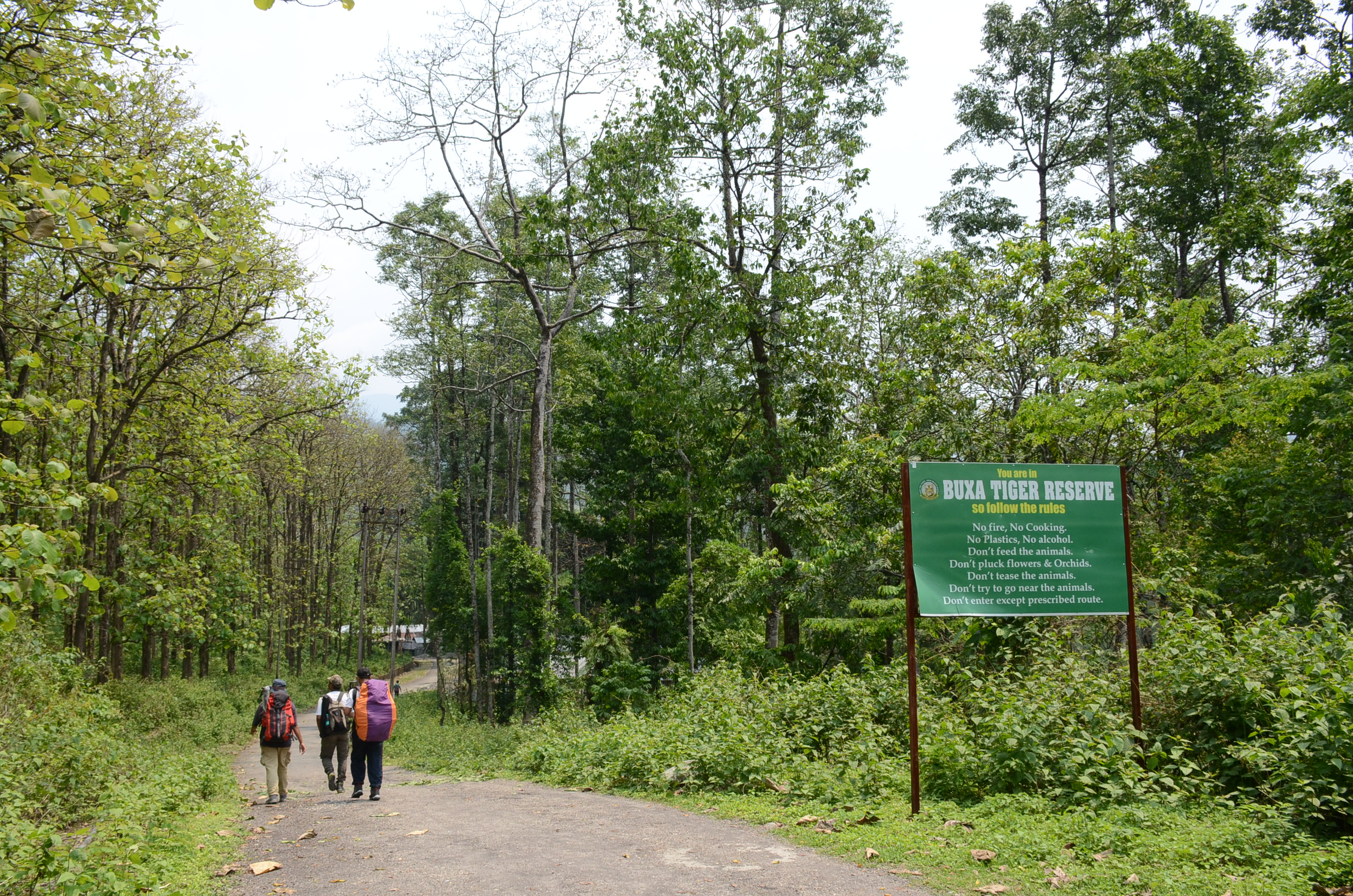
Тигровий заповідник Букса

Історичний форт Букса розташований на висоті 790 метрів над рівнем моря. Місцеві мешканці відчувають сентиментальну прихильність до форту через його асоціацію з боротьбою за свободу.
Тигровий заповідник Букса був створений у 1983 році як 15-й тигровий заповідник Індії. У 1986 році заповідник дикої природи Букса займав 314,52 км² заповідних лісів. У 1991 році 54,47 км² території було додано до заповідника дикої природи. Через рік, у 1992 році, уряд Західної Бенгалії оголосив про свої наміри створити національний парк площею понад 117,10 км² на території заповідника. Нарешті у 1997 році уряд штату оголосив національним парком заповідник дикої природи Букса, своєю постановою № 3403-For/11B-6/95 від 05.12.1997 року.

## Географія

### Розташування

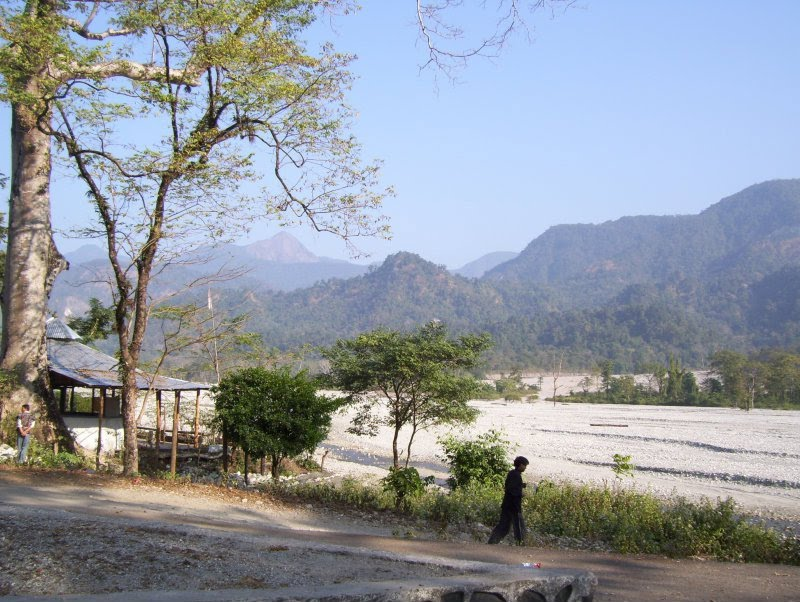
Пагорби Джаянті

Тигровий заповідник Букса розташований в окрузі Аліпурдуар штату Західна Бенгалія. Її північний кордон проходить уздовж міжнародного кордону Індії з Бутаном. Хребет Сінчула лежить уздовж північного боку заповідника, а східна межа межує з кордоном штату Ассам. Національна траса № 31 приблизно проходить уздовж її південної межі. Це крайнє східне продовження північно-східної Індії з надзвичайно багатим біорізноманіттям і представляє високоендемічний індо-малайський регіон. Крихка «Екосистема Тераї» є частиною цього заповідника. Заповідник дикої природи Фібсу в Бутані примикає на півночі до кордону заповідника Букса. Національний парк Манас (Індія) розташований на схід від заповідника. Таким чином, тигровий заповідник Букса служить міжнародним коридором для міграції азійських слонів між Індією та Бутаном. На південному заході ліси Чілапата утворюють слоновий коридор до заповідника дикої природи Джалдапара. Заповідник налічує аж вісім видів лісу. Головне управління заповідника розташоване в місті Аліпурдуар. Ліс ділиться на два відділи: східний і західний. Форт Букса є важливою пам'яткою цього заповідника. Цей форт був захоплений Британською Індією в 1865 році після Англо-бутанської війни у Бутану. Пізніше цей форт використовувався як табір для індійських борців за свободу під час руху за незалежність Індії.

### Геологія
Заповідник примикає до геологічної формації Букса Мамлі в селі Мамлі, поблизу міста Намчі сусіднього штату Сіккім, доломітових вапняків, що містять строматоліти, і які були оголошені Геологічною службою Індії (GSI) національною геологічною пам'яткою країни для їх захисту, підтримки, розвитку та посилення геотуризму.

## Біорізноманіття

### Флора
Понад 450 видів дерев, 250 видів чагарників, 400 видів трав, 9 видів очерету, 10 видів бамбука, 150 видів орхідей, 100 видів трав і 130 водної флори, включаючи понад 70 осокових (Cyperaceae) на 2022 рік ідентифіковано. Інших однодольних і папоротей налічується понад 160 видів. Основними рослинами є сал, магнолія чампака, гамхар, бомбакс і чикрасі.
Типи лісу включають:
- Північні сухі листяні
- Східний Бхабар і Терай Сал
- Східногімалайський вологий змішаний листяний ліс
- Субгімалайський вторинний вологий змішаний ліс
- Східний передгірний напіввічнозелений ліс
- Північний тропічний вічнозелений ліс
- Східногімалайський субтропічний вологий пагорбовий ліс
- Волога соляна савана
- Низький алювій
- Саванна лісиста місцевість

### Тваринний світ

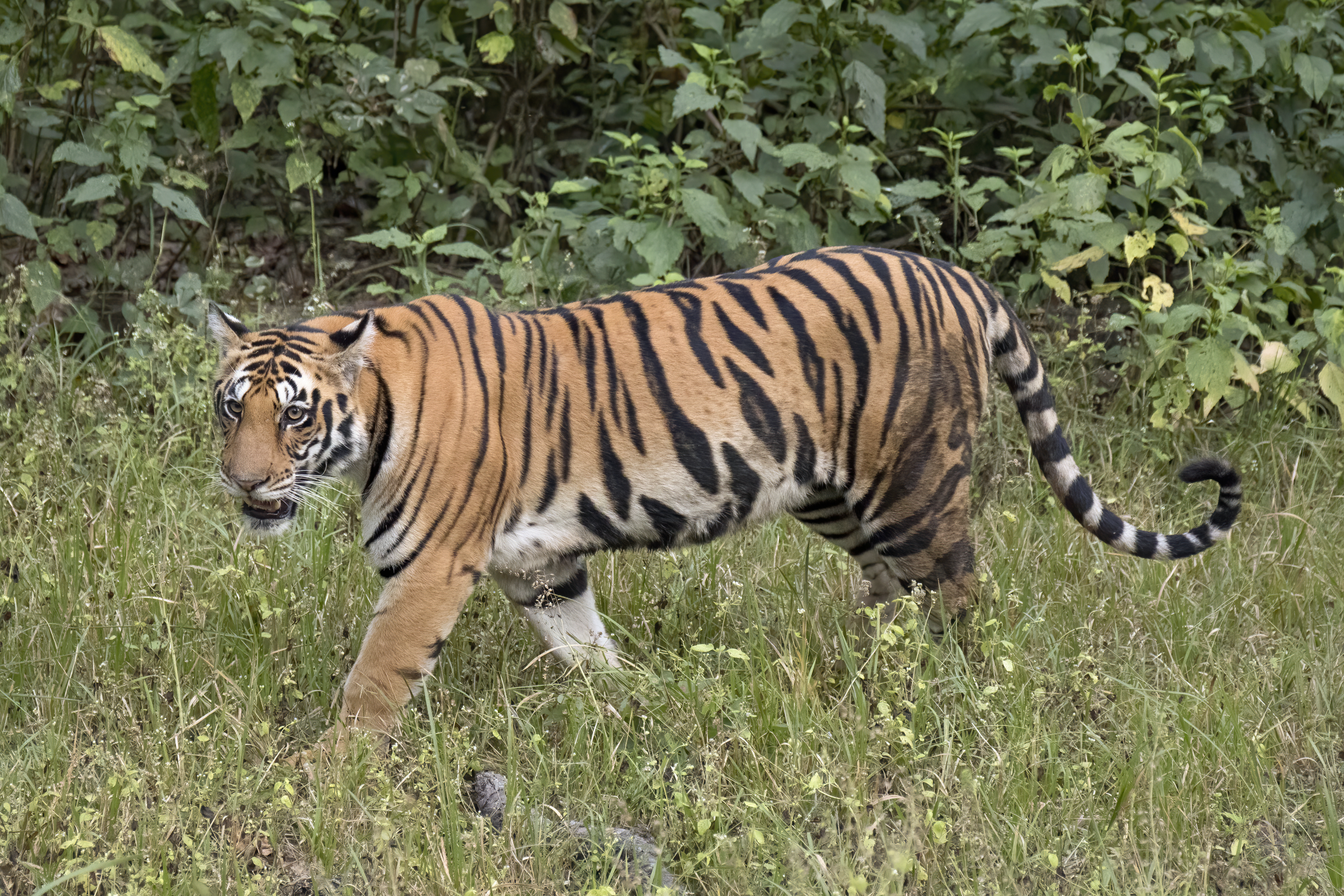
Бенгальський тигр

Під час обстеження з травня 2000 по липень 2001 року було зареєстровано 284 види птахів, включаючи євразійського грифона (Gyps fulvus), амурського сокола (Falco amurensis), малайську нічну чаплю (Gorsachius melanolophus), малабарського птаха-носорога (Anthracoceros albirostris), калао непальського (Aceros nipalensis), куріпку каштанову (Arborophila mandellii), бугайчика рудого (Ixobrychus cinnamomeus), дятла бірманського (Dendrocopos atratus), повзика червонодзьобого (Sitta frontalis) та вивільгу чорноголову (Oriolus chinensis). Озеро Наратгалі, річки Райдак і Джаянті є середовищем існування таких перелітних птахів, як звичайний крех (Mergus merganser), мала чирянка (Anas crecca), чорношиїй журавель (Grus nigricollis), чорний лелека (Ciconia nigra) та білоока чернь (Aythya nyroca). У 2006 році було відкрито два нових види жаб.
73 види ссавців включають індійського леопарда (Panthera pardus fusca), бенгальського тигра (Panthera tigris), димчасту пантеру (Neofelis nebulosa), гігантську білку (Ratufa), гаура (Bos gaurus), плямистого оленя (Axis) та дикого кабана (Sus scrofa). Виявлено 65 видів риб, 41 вид рептилій і 4 види земноводних. У лютому 2018 року в заповіднику вперше були зареєстровані як звичайна, так і плямиста азійська золотиста кішка (Catopuma temminckii).
Види, що перебувають під загрозою зникнення, представлені в заповіднику: леопардовим котом (Prionailurus bengalensis), бенгальським флоріканом (Houbaropsis bengalensis), сітчастим пітоном (Broghammerus reticulatus), панголіном п'ятипалим (Manis pentadactyla), щетинистим зайцем (Caprolagus hispidus), оленем аксис (Axis) яванським марабу (Leptoptilos javanicus), бенгальським грифом (Gyps bengalensis), сипом стерв'ятником (Gyps tenuirostris), каштановою куріпкою (Arborophila mandellii), калао непальським (Aceros nipalensis), білоокою черню (Aythya nyroca) і дворогим гомраєм (Buceros bicornis).
Центр розведення грифів Раджабхатхава в тигровому заповіднику Букса для розведення та збереження індійських грифів, що перебувають під загрозою зникнення, був створений як другий такий центр за допомогою Бомбейського товариства природознавства та британської благодійної організації Королівського товариства захисту птахів. Він повторює успіх першого в історії такого «Центру охорони та розмноження індійського сипа і хатнього горобця» в індійському штаті Хар'яна.

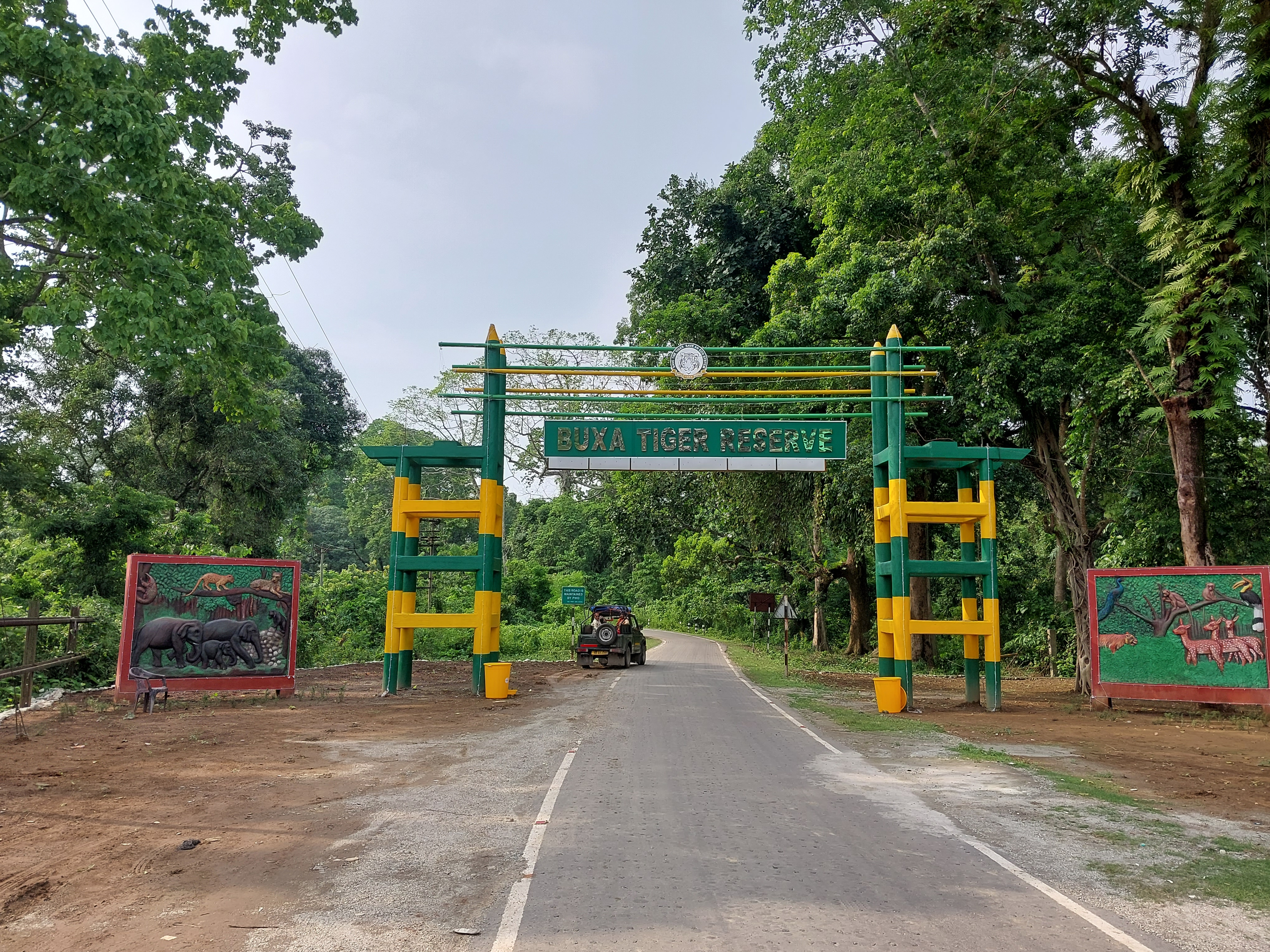
Нові в'їзні ворота заповідника Букса в містечку Раджабхатхава.

## Туризм

### Племінні та етнічні групи
Дукпа: слово, ймовірно, походить від Друкпа, назви людей із країни грози. Вони є стародавньою етнічною групою серед інших мешканців тигрового заповідника Букса. Дукпи живуть у селах Букса-Гіллз зі сходу на захід. Сезонні міграційні дукпи поділяються в основному на 30 різних сект. Спочатку вони були послідовниками релігії (Друкпа Каг'юд) махаяні — пізньої і найбільшої течії в буддизмі. Деякі з них навернені в християнство.

### Трекінг

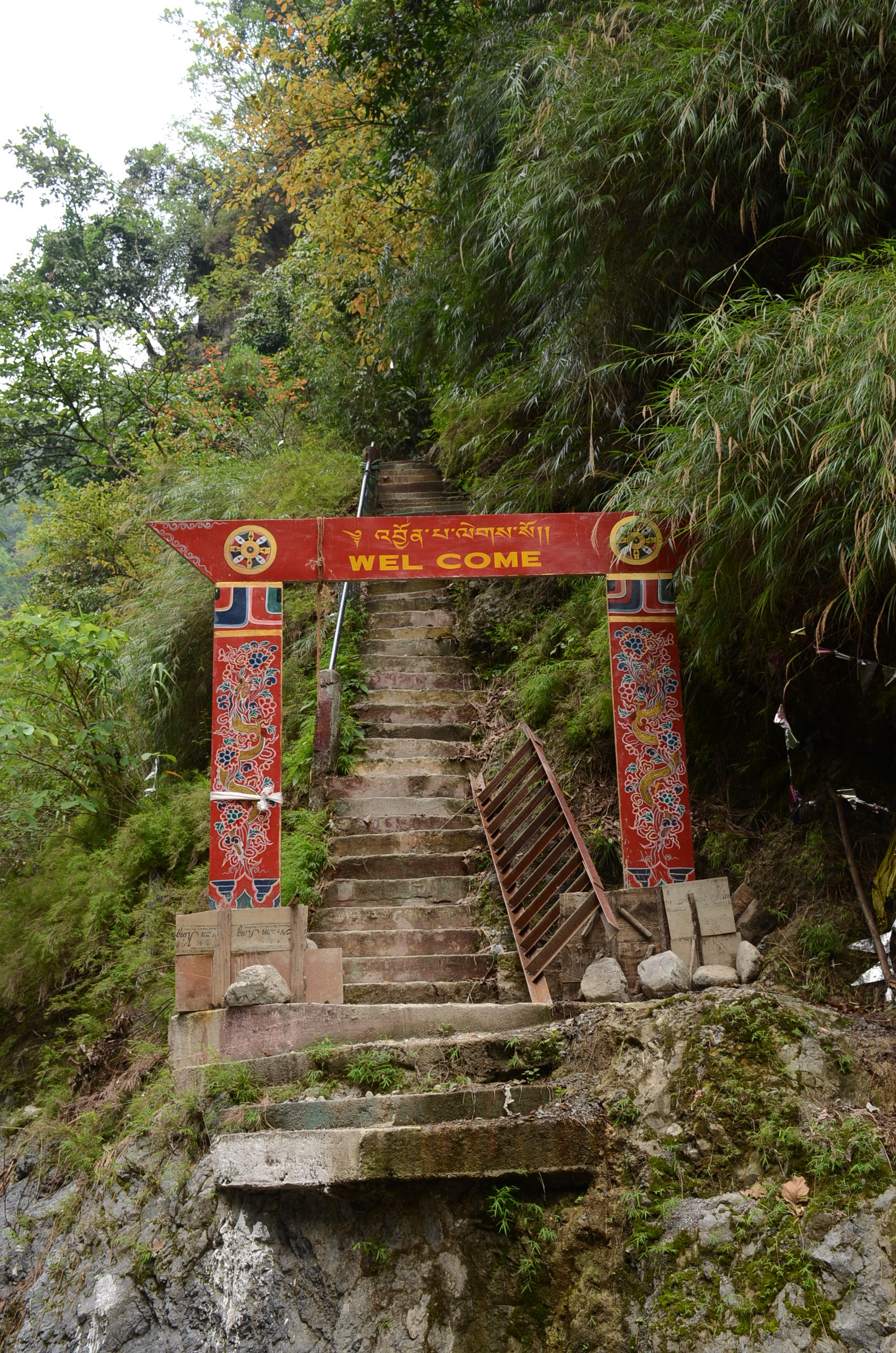
Вхід до печери Магакал

Пішохідний маршрут «Букса» (790 м) становить одну годину п'ятнадцять хвилин, протяжністю 3,9 км, похід мальовничими околицями від початкової точки Санталабарі. Історичний форт Букса потрапив під володіння Британської Індії після 2-ї Дуарської війни (1865) між Бутаном і британцями, дочірнім альянсом княжої держави Куч Бехар. Цей форт використовувався британцями через його віддаленість під час індійського руху за свободу. Тут було ув'язнено багато борців за свободу. Після здобуття незалежності він служив табором біженців для тибетців і бангладешців . Є кілька трекінгових маршрутів через джунглі.
- Є 4 км маршрут до Роверс Пойнт або Ромітей Дара (країна прекрасних птахів, на висоті 1400 метри).
- З Букси також можна пройти 13-кілометровий маршрут до населеного пункту Джаянті через печеру Магакал через густі джунглі (за умови отримання дозволу від адміністрації заповідника). Печера Магакал — це сталактитово-сталагмітова печера, широко відома як печера Магакал біля поселення Джайнті[13].
- Найпопулярнішим маршрутом є «Пагсамха», який починається від форту Букса, Буксадуар через Аадму і закінчується біля поселення Райматунг.

Експертний гід і дозвіл на в'їзд є обов'язковими для мандрівок пагорбами Букси. Тут можна відвідати дуже красиве село Дукпас під назвою Лапчаха (1,5 години походу) від форту Букса. Красива пішохідна хатинка під назвою «Хатина Дукпас» (з прибудованою ванною) розташована якраз навпроти форту Букса та поруч із маршрутом в долину Рупанг. Хоча загалом є вісім будинків для проживання, але в основному вони розташовані в селі Лапчахі і мають мінімальні зручності. Тільки в поселені Роверс на базарі Садар є максимальна кількість місць, але це далеко від форту Букса. Хатинку Дукпас спостерігачі за птахами також називають «Гніздом птахів». Трекінг різними короткими маршрутами з кемпінгом, організований від хатини Дукпас. Тут також є окрема кухня для туристів, в двоповерховій дерев'яній хаті є дві сімейні кімнати (3 спальних місця) на верхньому поверсі та загальну кімнату з їдальнею, ванною кімнатою на першому поверсі (6 спальних місць). Звідси також організовують екскурсії для спостереження за птахами, походи та фотозйомку темного неба. Хатина стала важливим центром популяризації туризму в цьому регіоні. Вонг'єл і Чхоґ'єл Дукпа — це два брати в з Дукпи, які керуватимуть домом і допомагатимуть туристам. Поштове відділення Бакша Дуар є історичною будівлею та найвищим поштовим відділенням в окрузі Аліпурдуар. Плем'я Дукпас (індо-бутанці) жило в одинадцяти хуторах на пагорбах Букси, які здебільшого розташовані в горбистих джунглях тигрового заповідника Букса на висоті від 730 до 1900 метрів. Інший пункт входу в поселенні Раджабхатхава (17 км від міста Аліпурдуара) є орхідарій та центр інтерпретації природи. Можна здійснити круговий похід від Буксадуара через Чунабхаті-Адма до Райматангу. Насправді це 8-годинний важкий похід з експертним гідом, але зазвичай туристи вважають за краще зробити це як 3-денний комфортний похід, щоб достатньо ознайомитися з природою та етнічною культурою цього регіону.
Пукрі-Май — невеликий священний ставок у парку, де водяться такі риби, як магур, сінгі, а також черепахи. Фестивалі проводяться в певну пору року як буддистами, так і індуїстами, а також місцевими етнічними групами, такими як дукпас.

## Проблеми
- Більшість річок тече через Тигровий заповідник Букса з Бутану і впадають у Брахмапутру та несуть величезну кількість донних наносів, які руйнують русла цих річок у заповіднику. Тут відбуваються часті повені. Критичні середовища існування тварин втрачені.
- Щодня в заповіднику випасається понад 100 тисяч голів худоби. Бур'яни, неїстівні трави та чагарники заполонили території, які піддаються надмірному випасанню.
- Від частих пожеж страждають горбисті, Бхабхарські та прирічкові масиви території. Як правило, збирачі недеревної лісової продукції та пастухи часто підпалюють ліси[1]
- Часті випадки браконьєрства відсуьні. Населення племен на чайних плантаціях незаконно виловлює дрібних ссавців під час фестивалю Холі в рамках ритуального полювання.
- Бойовики Бодо з Ассаму час від часу потрапляють в заповідник. На території орудують крадії лісу.
- П'ять лісових хуторів на горбистій місцевості, а саме: Адма, Чунабхаті, Сантрабарі, Тобгаон і Ташігаон мають деякі посягання на екологію заповідника у вигляді вирощування несанкціонованих апельсинових садів.
- Видобуток доломіту в прилеглих районах.
- Зі штату Ассам часто приїжджають браконьєри, щоб виловити індійських слонів[3].